# Morue salée

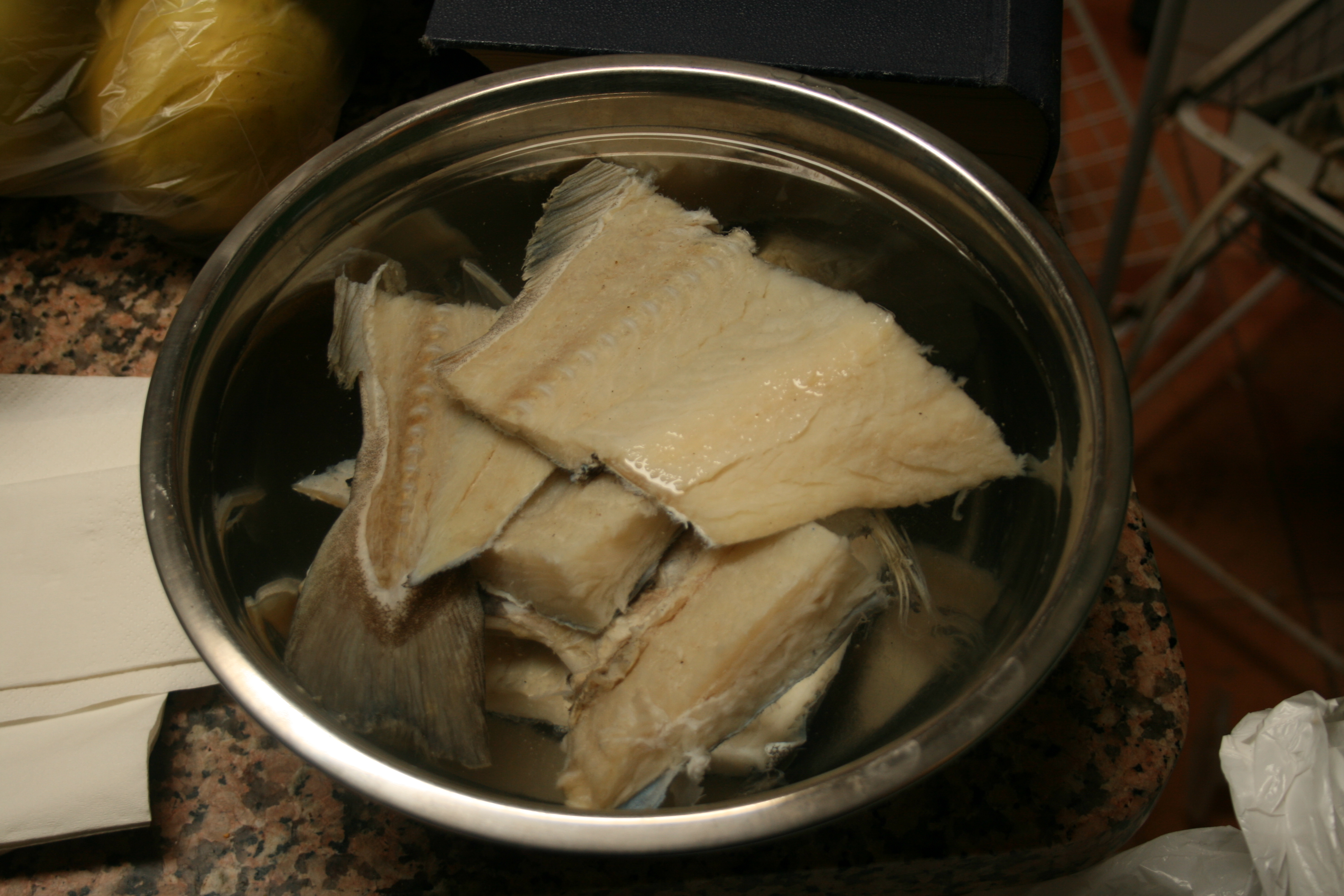
Salage des morues.

La morue salée est une forme de transformation de la morue qui consiste à la faire sécher dans du sel (salage). Cette présentation lui permet d'être conservée dans un endroit sec pendant plusieurs mois. La variété la plus populaire est le gadus morhua. La morue séchée est appelée bacalada et a une forme presque triangulaire. Ce type de morue est présent dans les gastronomies de plusieurs pays tels que : En Espagne (bacalao), en France (morue), en Italie (baccalà), en Norvège (klippfisk/clipfish) et au Portugal (bacalhau), ainsi qu'au Mexique, où la morue norvégienne est vendue massivement pour la préparation de plats pendant la période des Posadas et du Nouvel An. 
Il est possible d'acheter ce poisson dans presque tous les établissements et grands magasins de ces pays, mais s'il est un pays où l'on trouve cet aliment dans 99,9 % des établissements commerciaux, c'est bien le Portugal, où la morue est le plat national. Il est très fréquent de confondre ce poisson avec le haddock, surtout lorsqu'il est également préparé salé. Le plus grand consommateur de morue au monde est le Portugal, qui, malgré sa petite taille, consomme environ 70 000 tonnes de morue salée par an soit en moyenne 7 kg par habitant .

## Histoire

### Du Xe siècle au XVe siècle
Le marché de ce type de poisson a été d'une grande importance dans l'évolution des nations. Au Xe siècle, après des tentatives infructueuses d'invasion de la Péninsule Ibérique le long de l'actuelle côte portugaise, les Vikings ont choisi de commercer avec les Lusitaniens, apportant la morue sur les terres portugaises en échange de sel ; en fait, cette relation commerciale a duré plusieurs siècles et a même permis à deux Portugaises de devenir reines du Danemark : Bérengère et sa nièce Éléonore de Portugal. En Europe, sa commercialisation à grande échelle a commencé au XVe siècle et l'objectif était de dominer le marché. Le pays possédant la plus grande flotte de navires serait dominant. 

### XV au XVIIe siècle
Le Portugal, l'Espagne, la Hollande, la France et l'Angleterre étaient les pays concernés. Les pêcheurs portugais, qui pêchaient la morue au large des côtes anglaises depuis le XIVe siècle, sont venus établir des colonies de pêche au Groenland au XVe siècle, lorsque l'Infant du Portugal D. Fernando et son épouse Dona Beatriz ont envoyé en 1473 le navigateur João Corte Real et Álvaro Homem à la découverte de la Terra Nova dos Bacalhaus, en portugais « Nouvelle terre des morues », l'actuelle Terre-Neuve. En 1495, les Portugais João Lavrador et Pêro de Barcelos arrivent à Groenlândia et à la Península do Lavrador, « péninsule du Labrador » en portugais, nommée d'après son découvreur, le navigateur João Fernandes Lavrador en 1498. Lorsque le Portugal a perdu son indépendance pendant 60 ans (de 1580 à 1640), la pêche à la morue a pratiquement disparu, entre autres parce que Philippe II d'Espagne, aussi appelé Philippe Ier du Portugal, a ordonné à toute la flotte de pêche portugaise de rejoindre l'« Invincible Armada », qui a subi une défaite si catastrophique qu'il ne restait plus aucun navire pour continuer à pêcher dans les principaux ports de pêche à la morue de l'époque : Aveiro et Viana do Castelo. Cependant, l'habitude de consommer de la morue n'a pas changé et le Portugal a commencé à en importer.

### La morue et Terre-Neuve
Le marché de la morue était souvent lié au marché du sel. L'une des productions les plus connues d'un point de vue historique est celle des zones de pêche de Terre-Neuve, où plusieurs nations se sont affrontées pour la récolte et le salage de la morue et d'autres espèces. Ce lieu de pêche a constitué une étape importante dans la colonisation européenne de l'Amérique du Nord.

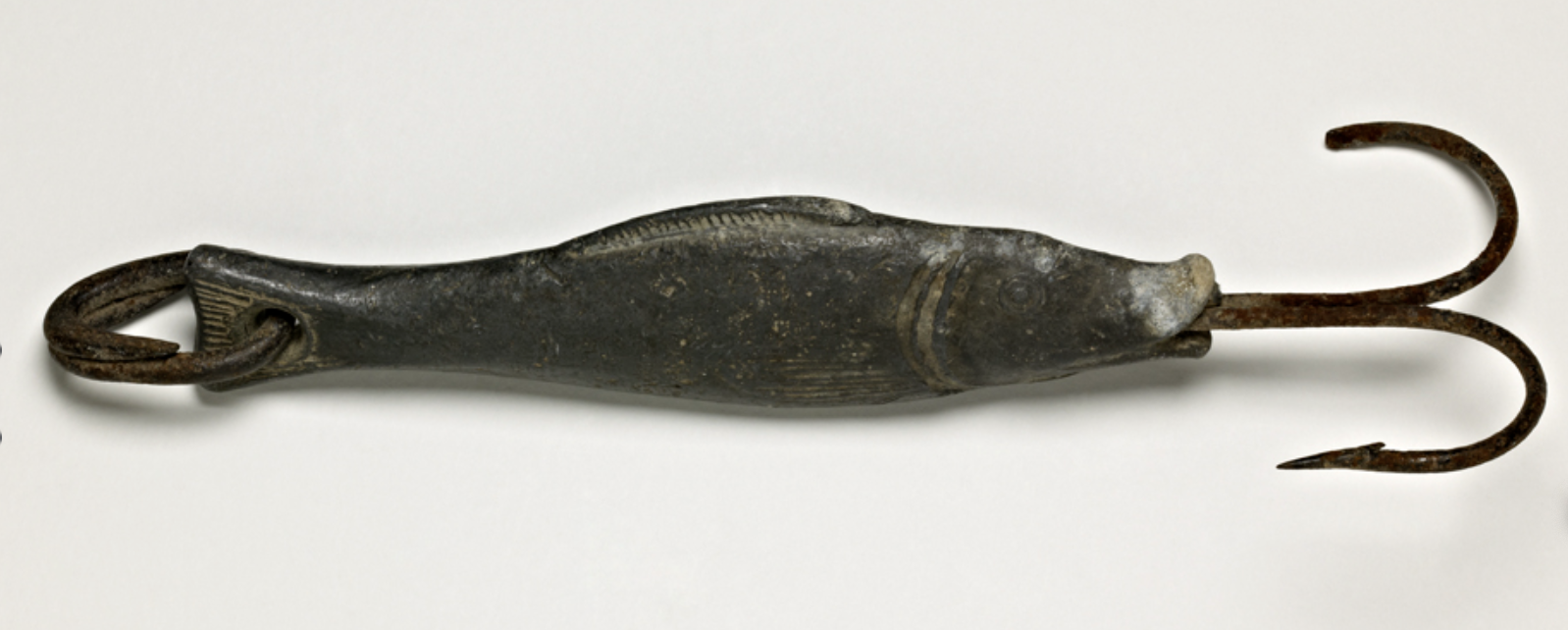
Hameçon, faux, Collections du Musée de Bretagne

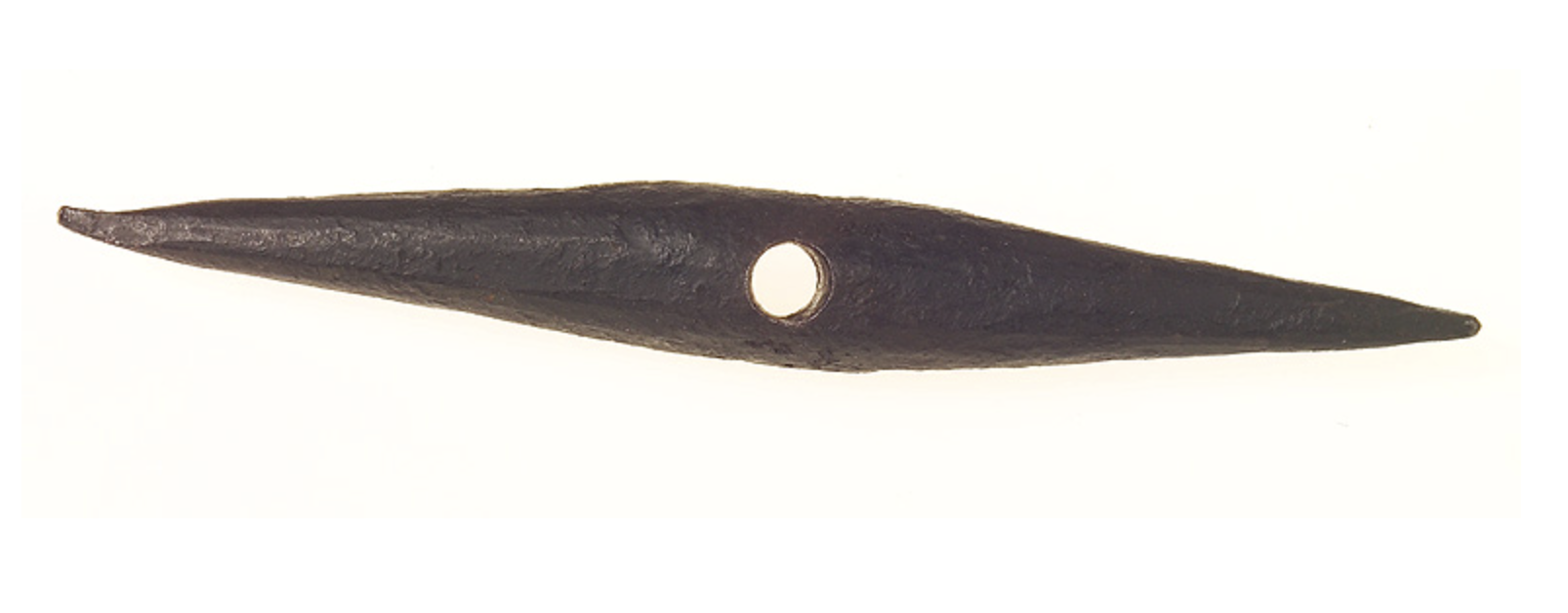
Élangueur, Collections du musée de Bretagne

Les morues étaient directement pêchées et préparées à l'intérieur des terre-neuviers, le poisson ayant besoin d'être conservé, les distances étant très longues en bateau. Pour préparer le poisson, les pêcheurs utilisaient de nombreux outils. Sur le bateau, il y avait une organisation efficace pour traiter la morue. Chaque membre d'équipage avait sa tâche spécifique : les piqueurs vidaient le poisson, les décolleurs lui ôtaient la tête, et les trancheurs divisaient la morue en deux tout en retirant l'arête dorsale. Ensuite, le poisson était placé dans la cale où le saleur s'occupait de l'empiler.
Pour cela les pêcheurs utilisent des outils : turluttes, couteaux trancheurs, chaudrettes, grappins, hameçons, pics, élangueurs, enocteurs, crocs de voilier, hameçons à morue, etc.

## Caractéristiques
La conservation des aliments par séchage est l'une des plus anciennes méthodes de conservation connues de l'Homme (elle remonte à l'âge du bronze). Sa récolte optimale se situe entre les mois de décembre et mai (dans la partie septentrionale). Le séchage des aliments fonctionne aussi bien dans les climats chauds que froids. Le poisson frais a tendance à se gâter rapidement et est donc considéré comme un aliment périssable. Sa disponibilité réduit sa consommation aux zones côtières. En le séchant avec du sel, sa durée de conservation est prolongée et il peut être transporté à l'intérieur des terres. Le processus de séchage a également un autre effet sur la chair du poisson : il l'aromatise. Le sel fait que les protéines de la chair commencent à se décomposer en acides aminés ayant des caractéristiques aromatiques naturelles. Certains auteurs mentionnent qu'il est difficile de distinguer le poisson séché du poisson fermenté.
Le processus de salage peut parfois présenter certaines anomalies, l'une des plus connues étant le « rouge morue » (rose) dû à la présence de bactéries halophiles qui peuvent se reproduire dans des environnements dont la concentration en sel peut atteindre 10 %. D'autre part, la morue peut présenter des colorations brunâtres dues à la présence d'une moisissure, cette altération est appelée « brun de morue » (dun).

## Usages culinaires
En France, il existe de nombreuses recettes à base de morue salée, comme la brandade, le raïto, le grand aïoli, le gratin de morue ou le cassoulet de morue. La morue salée est utilisée dans d'autres pays, comme l'aki et morue salée, plat national de la Jamaïque. En raison de sa forte teneur en sel, le sel est d'abord retiré par le processus de « dessalage ». Une fois que la viande a été hydratée, elle est généralement préparée de différentes manières. Il peut être préparé cru sous forme de salades, à l'étouffée ou en ragoûts. Il peut être consommé frit. Dans les plats comme aliment principal, ou simplement servi comme tapas. 
L'une des applications les plus célèbres est la croquette ou accras. Une des premières recettes officielles des croquettes de morue est celle de Jean-Baptiste Reboul publiée en 1897 dans La Cuisinière provençale. La recette la plus connue du Portugal provient d'un officier de l'armée portugaise, Carlos Bandeira de Melo, dans le livre Arte do Cozinheiro e do Copeiro (1904) appelé Pastéis de Bacalhau ou Bolinhos de Bacalhau dans les pays lusophones. 